# 上海訳文出版社
上海訳文出版社（シャンハイやくぶんしゅっぱんしゃ）は中華人民共和国の出版社。1978年1月に設立され、現在は上海世紀出版集団の傘下に置かれる。翻訳に力を入れており、中国国外の文学作品、社会科学の学術著作の翻訳出版の他、各種外国語辞典及び教材を出版している。
最近では、日本のライトノベルの発行も開始した。
ISBN番号は978-7-5327。
「上訳杯」翻訳コンテストを主催している。